# Vrooooom
Vroooom is een Nederlands praatprogramma van Viaplay over de Formule 1. Het programma wordt op vrijdagen live uitgezonden op de streamingsdienst en is daarna beschikbaar voor ieder willekeurig moment. Rob Kamphues is de vaste presentator van het programma. Hij presenteerde een gelijk programma, het Ziggo Sport Race Café, voor Ziggo Sport.
Na afloop van de Formule 1-races blikt Kamphues ook terug met een tafel vol gasten in Vrooooom: De Samenvatting. Na vertoning van een uitgebreide samenvatting wordt er teruggeblikt op het verloop van de race en de resultaten met analyses, interviews en het laatste nieuws.

## Presentator
- Rob Kamphues

## Gasten
- Rudy van Buren
- Tom Coronel
- Giedo van der Garde
- Mike Hezemans